# Robert Hollander
Robert B. Hollander Jr. (* 31. Juli 1933 in Manhattan; † 20. April 2021 in Pa'auilo, Hawaii) war ein amerikanischer Philologe, Literaturwissenschaftler, Komparatist und Übersetzer, der vor allem durch seine Arbeiten über Dante Alighieri und Giovanni Boccaccio bekannt wurde.

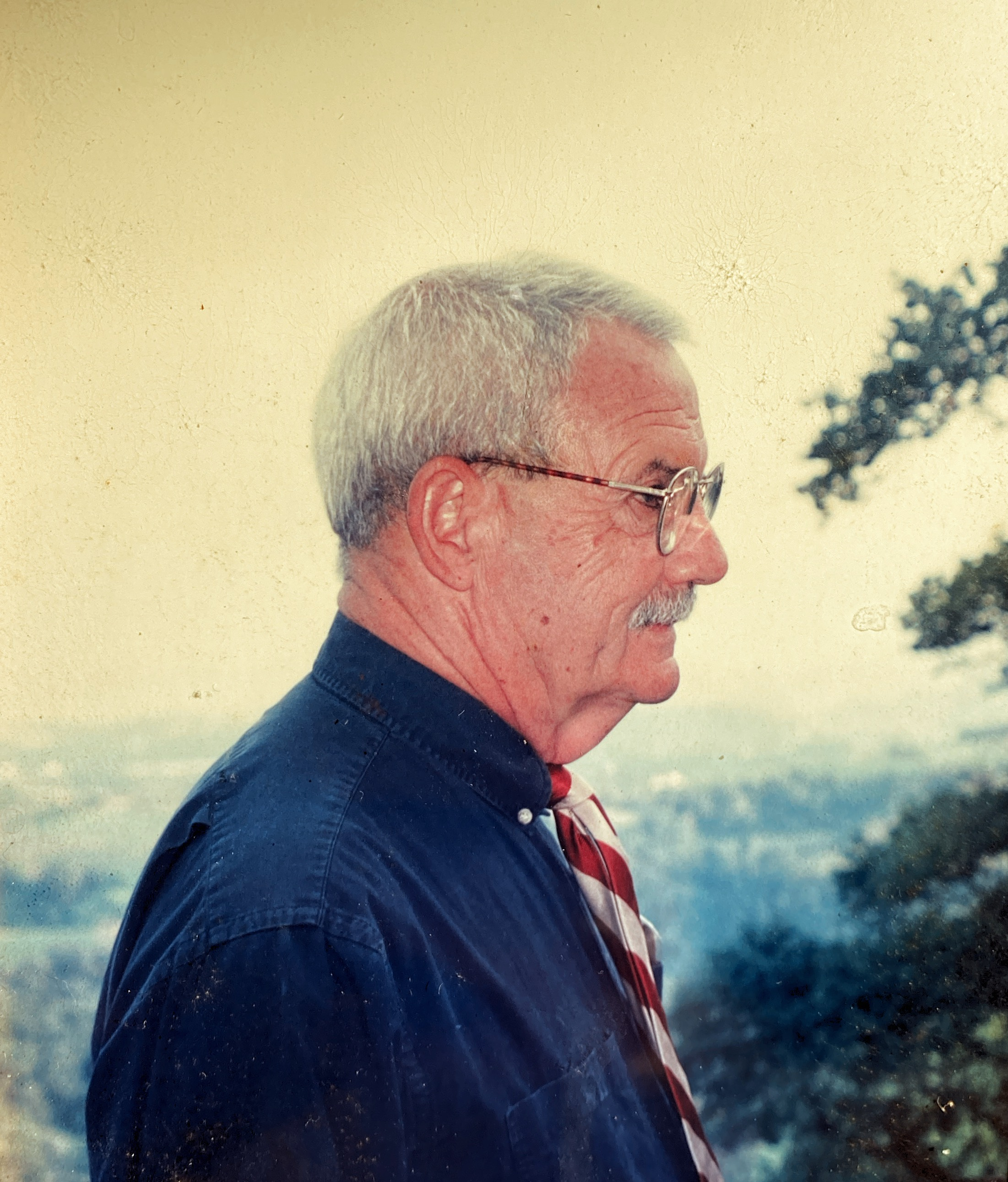
Robert Hollander

## Frühes Leben und Ausbildung
Hollander wurde 1933 in Manhattan geboren. Sein Vater war ein Finanzier und seine Mutter eine Pflegefachfrau, bevor sie Hausfrau wurde. Er machte 1951 seinen Abschluss an der Collegiate School und erwarb 1955 einen B.A. in Französisch und Englisch an der Princeton University und 1962 einen Doktortitel an der Columbia University, Abteilung für Englisch und Vergleichende Literaturwissenschaft mit einer Dissertation über die Gedichte von Edwin Muir.

## Karriere
Hollander lehrte ab 1962 an der Princeton University und wurde 2003 als Professor emeritiert. 1982 begann Hollander mit der Arbeit am Dartmouth Dante Project, einer digitalen Sammlung von mehr als siebzig Kommentaren zur Göttlichen Komödie, die bis ins Jahr 1322 zurückreicht. Dies war eines der ersten Beispiele für den Einsatz von Computertechnologie in der Literaturwissenschaft und ermutigte zu weiteren Fortschritten in den digitalen Geisteswissenschaften. 33 Jahre später bezeichnete der Literaturwissenschaftler Jeffrey Schnapp, der mit Hollander zusammenarbeitete, das Projekt als Go-to-Tool. Hollander war von 1979 bis 1985 Präsident der Dante Society of America. Von 1991 bis 1995 war er Leiter des Butler College der Princeton University und von 1994 bis 1998 Vorsitzender der Abteilung für vergleichende Literaturwissenschaft.

## Übersetzung derGöttlichen Komödievon Dante Alighieri
Im Jahr 1997 begannen Robert Hollander und seine Frau Jean Hollander (1928–2019), eine Dichterin, mit der Arbeit an einer englischen Übersetzung der Göttlichen Komödie von Dante Alighieri, wobei Jean Hollander vorwiegend die Übersetzung der Verse und Robert Hollander den Kommentar besorgte. Das Inferno, das Purgatorio und das Paradiso des Paares wurden 2000, 2003 bzw. 2007 veröffentlicht. Die Übersetzung wurde von der Kritik gelobt: Der Autor Tim Parks bezeichnete ihr Inferno als "das beste von allen" und die Kritikerin Joan Acocella nannte ihre gesamte Komödie "die beste auf dem Markt". Der Kommentar Hollanders wurde in die Italienische Sprache übersetzt.

## Persönliches Leben
Robert und Jean Hollander (geb. Haberman) lernten sich als Studenten an der Columbia University kennen. Sie heirateten 1964 und bekamen drei Kinder: Elizabeth (5. Juli 1965 – 17. Oktober 1965), Cornelia Vaness ('Zaz', geb. 21. Januar 1968) und Robert B. Hollander III ('Buzz', 11. September 1969 – 25. Juni 2023). Seit 1977 war es bei Hollanders ehemaligen Studenten Tradition, jährlich in das ehemalige Klassenzimmer des Professors zurückzukehren und gemeinsam aus Dantes Göttlicher Komödie zu lesen. Hollander starb am 20. April 2021 im Haus seines Sohnes, eines Arztes, in Pa'auilo, Hawaii. Sein Tod lag nur wenige Monate vor dem 700. Jahrestag von Dante Alighieri (14. September).

## Auszeichnungen und Ehrungen
- Guggenheim-Stipendium, 1970[16]
- National Endowment for the Humanities Senior Fellowship, 1982–83
- Goldmedaille der Stadt Florenz, 1988
- John Witherspoon Award in the Humanities, 1988
- Bronzemedaille der Stadt Tours, 1993
- Stipendium der Rockefeller-Stiftung, 1993
- Ehrenbürger von Certaldo, 1997
- Internationaler Nicola Zingarelli Preis, 1999
- Wahl zum Mitglied der American Academy of Arts and Sciences, 2005
- Gold-Florin-Preis der Stadt Florenz für die englische Übersetzung von Dantes Göttlicher Komödie, 2008

## Veröffentlichungen

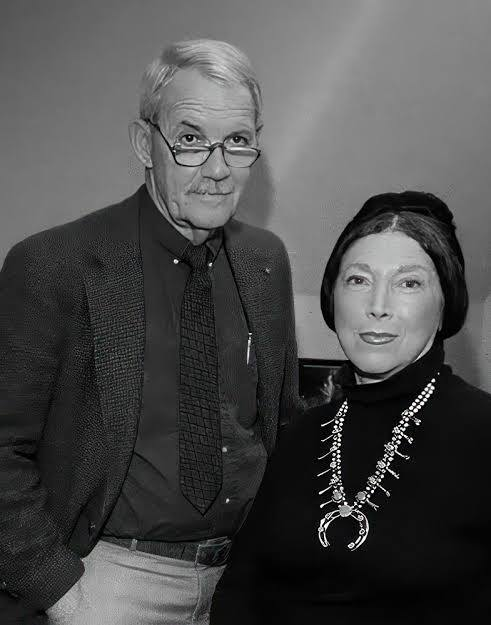
Robert und Jean Hollander (2001)

### Bücher
- Allegory in Dante's Commedia. Princeton University Press, Princeton 1969
- Boccaccio's Two Venuses. Columbia University Press, New York 1977
- Studies in Dante. Longo, Ravenna 1980
- Il Virgilio dantesco: tragedia nella Commedia. [The Dantean Virgil: Tragedy in the Comedy] Translated by Anna Maria Castellini & Margherita Frankel. Olschki, Florenz 1983
- Boccaccio's Last Fiction: Il Corbaccio. University of Pennsylvania Press, Philadelphia 1988
- Dante's Epistle to Cangrande. University of Michigan Press, Ann Arbor 1993
- Boccaccio's Dante and the Shaping Force of Satire. University of Michigan Press, Ann Arbor 1997
- Dante Alighieri. Marzorati-Editalia, Rom 2000
- Dante. Yale University Press, New Haven & London 2001 (Paperback reprint, 2015)
- The Elements of Grammar in Ninety Minutes. Dover Publications, New York 2011

### Übersetzungen
- Dante, Inferno. Doubleday, 2000 (Anchor paperback edition: 2002)
- Dante, Purgatorio. Doubleday, 2003 (Anchor paperback edition: 2004)
- Dante, Paradiso. Doubleday, 2007 (Anchor paperback edition: 2008)

### Artikel
- Robert Hollander (Translating Dante into English Again and Again) und Jean Hollander (Getting Just a Small Part of it Right). In: Ronald de Roy (ed.): Divine Comedies for the New Millennium. Recent Dante Translations in America and the Netherlands. Amsterdam University Press, Amsterdam 2003. S. 43–54.

## Nachrufe
- John V. Fleming, Professor für Englisch und Komparatistik an der Princeton University,  Gladly Lerne, Gladly Teche, vom 28. April 2021
- Julie Clack von der Princeton University vom 13. Mai 2021, Robert Hollander, preeminent scholar of Dante, ‘pioneer’ of the digital humanities and Princeton alumnus, dies at 87
- Fakultät für Französisch und Italienisch an der Princeton University Robert Hollander 1933-2021
- Alessandra Baldini von der Agenzia Nazionale Stampa Associata vom 15. Juni 2021, Addio a Robert Hollander, decano dantisti in Usa
- Alex Traub in der New York Times vom 8. Juni 2021, Robert Hollander, Who Led Readers Into ‘The Inferno,’ Dies at 87
- Emily Langer in der Washington Post vom 17. Juni 2021, Robert Hollander, towering scholar of Dante’s ‘Divine Comedy,’ dies at 87
- The Times vom 8. Juli 2021, Robert Hollander obituary